# Dvorec Celle
Dvorec Celle (nemško Schloss Celle) ali palača Celle v nemškem mestu Celle v Spodnji Saški je bil ena od rezidenc hiše Braunschweig-Lüneburg. Ta četverokotna stavba je največji dvorec v južni regiji Lüneburger Heide.

## Zgodovina
Dvorec Celle temelji na utrjenem obrambnem stolpu z značilnostjo vodnega gradu, ki je varoval prehod preko reke Aller. To prvo utrdbo, imenovano Kellu, je zgradil brunonidski grof okoli leta 980. Drugi predhodnik dvorca, ki je bil morda podaljšek obrambnega stolpa, je leta 1292 zgradil Otto II., vojvoda Braunschweig-Lüneburg. Kletni obok in spodnje nadstropje opazovalnega stolpa sta ohranjena do danes. Ruševine ležijo pod grajskim gledališčem. Okoli leta 1315 je bil opisan prvi Castrum Celle. Zaradi nasledstvene vojne v Lüneburgu so leta 1378 so se Braunschweig-Lüneburški vojvode preselili iz Lüneburga v Celle in začeli preoblikovati Burg (grad), ki je zdaj obkrožen z jarki in nasipi, v dvorec (Schloss).  Stoletje pozneje, med letoma 1471-1478, je dvorec razširil Frederick II., vojvoda Braunschweig-Lüneburg, grajska kapela pa je bila posvečena leta 1485. Ernest I., vojvoda Braunschweig-Lüneburg (imenovan Spovednik) je dvorec okrasil od leta 1530 v renesančnem slogu. V istem času, med letoma 1520 in 1560, je bila obramba v obliki obzidja in bastijonov potisnjena navzven. V tem času je bil dvorec tipičen za to dobo, štirikotna stavba s pravokotnim dvoriščem, masivnimi stolpi, velikim glavnim stolpom in značilnostmi Weser renesanse.
Od leta 1670 dalje so spremembe v dvorcu izvedli vojvoda George Vilijem, ki je želel preoblikovati star renesančni dom v sodobno rezidenco. Bil je navdušen nad stavbami, značilnimi za kneze njegovega časa in je naredil nadaljnje spremembe, ki so želele spominjati na tiste v Italiji. Fasade, ki so bile kopirane iz beneških zgradb in so nato dobile svoj današnji videz. Pomembne značilnosti so nazobčani zatrepi, ki obkrožajo streho in nenavadna oblika kupolastih stolpov. Iz tega obdobja je dodatek grajskega gledališča in baročne državniške sobe.
- Georg Viljem, zadnji vojvoda v Celleju
- Grb Georga Viljema v notranjosti dvorca
- Caroline Mathilda, pregnana v dvorec Celle, slika 1771

Po smrti Georga Viljema leta 1705 se je končala absolutna oblast vojvod. Kneževina Lüneburg je nato skupaj s kneževino Calenberg pripadla Kraljevini Hanover. Dvorec je izgubil svoj politični pomen in je dolgo časa ostal prazen. Od leta 1772 ga je zasedla v Britaniji rojena danska kraljica Caroline Matilda, hči Friderika Lewisa, valižanskega princa, ki je bila izgnana v Celle zaradi njene afere z Johannom Friedrichom Struenseejem iz Københavna. Nesrečna kraljica je živela sama v Celle le do leta 1775, ko je umrla relativno mlada za škrlatinko. V 19. stoletju je dvorec občasno uporabljala hanovrsko kraljevsko gospodinjstvo kot poletno rezidenco. Zato je Georg Ludwig Friedrich Laves izvedel več notranjih sprememb v letih 1839 in 1840. Med prvo svetovno vojno je bil dvorec zatočišče za oficirje (Offizerslager ali Oflag) nemške vojske.

### Dvorec danes
Dvorec ima različne sobe in dvorane, ki segajo v različna obdobja. Kapela je bila po reformaciji spremenjena in je ohranjena skoraj nespremenjena s svojo renesančno arhitekturo. Baročne državniške sobe so tudi ohranjene. V gotski dvorani se nenehno menjajo razstave, na vzhodnem krilu je mestni Bomannov muzej, ki je posvečen zgodovini Kraljevine Hanover. Zgodovinski grajski prostori in grajska kapela, obnovljeni med letoma 1978 in 1981, so odprti za jvnost kot del vodene ture.

## Gledališče
Dvorno gledališče, Schlosstheater Celle, je eno najstarejših ohranjenih gledališč te vrste in eno redkih baročnih gledališč v severni Nemčiji. Še danes ima svojo gledališko skupino.
Sedanji Schlosstheater je bil zgrajen na pobudo vojvode Georga Viljema, ki je pred prihodom na oblast preživel nekaj časa v Benetkah in tam spoznal italijansko opero. Gledališče je zasnoval italijanski arhitekt Giuseppe Arighini.  Gradbena dela na gledališču so se začela leta 1670 in bila v veliki meri končana do leta 1675. Vojvoda je gostil več gledaliških skupin, ki jih je zaposloval, na primer iz Francije, Italije in bližnjega Hanovra. Po smrti vojvode je bilo gledališče zapuščeno do kratkotrajnega bivanja Caroline Matilde, za katero je gledališče postalo druga galerija.
Gledališče je bilo zasnovano v korist dvora in nikoli ni bilo namenjeno za javnost; prvič je bilo  dovoljena zmerna stopnja dostopa do iger ob koncu 18. stoletja. Gledališče so redno uporabljali do konca 19. stoletja, zaprto je bilo leta 1890 in postalo neuporabno. Leta 1935 je bilo temeljito prenovljeno.

## Park
Ker se dvorec nikoli ni uporabljal za kakršnekoli vojaške namene, so bili med leti 1785-1802 zunanji bastijoni porušeni in uporabljeni kot polnilo za nekoč globok, širok grajski jarek. Leta 1826 so v bližini dvorca uredili vrtove z izravnavanjem in odstranjevanjem obrambnih nasipov. Posadili so drevesa in grmičevje in položili trato. V 19. stoletju je nastal krajinski vrt takoj okrog dvorca. Ker je bil park okoli leta 1900 delno namenjen za izgradnjo stanovanj, je park ohranil površino okoli 7 hektarov. Dvorec še danes stoji na otoku, ki ga obkrožajo jarki.
Zunaj obrambnega pasu, vendar nedaleč od dvorca, je imel George Viljem francoski vrt, baročni park, zasnovan na po francoskih vzorih iz poznega 17. stoletja. Kasneje je bil spremenjen v angleški krajinski vrt, vendar nekdanja baročna postavitev še vedno ostaja na nekaterih območjih parka.